# Đóa hoa hoang dại
Wildflower (Đóa hoa hoang dại) là bộ phim truyền hình Philippines với sự tham gia của Maja Salvador cùng nhiều diễn viên khác. Phim được phát sóng trên kênh ABS-CBN từ ngày 13 tháng 2 năm 2017 đến 9 tháng 2 năm 2018.

## Diễn viên

### Vai chính
- Maja Salvador vai Ivy P. Aguas / Lily Cruz-Torillo
- Aiko Melendez vai Governor Emilia Ardiente-Torillo (vợ Raul, con gái Julio)
- Tirso Cruz III vai Julio Ardiente (ông Arnaldo, bố Emila)
- Sunshine Cruz vai  Camia Delos Santos-Cruz / Jasmine (mẹ Lily)
- Joseph Marco vai  Diego Torillo (con đẻ Raul, người yêu Lily sau này)
- RK Bagatsing vai  Thị trưởng Arnaldo Ardiente Torillo (cháu ngoại Julio, con Emilia)
- Vin Abrenica vai  Jepoy Madrigal (gián điệp thân cận nhà Ardiente, bạn Lily)
- Roxanne Barcelo vai  Natalie Alcantara (vợ chưa cưới Arnaldo)
- Wendell Ramos vai  Raul Torillo / Jaguar "giả" (bố đẻ Diego, con rể Julio)
- Yen Santos vai  Rosana "Ana" Navarro-Madrigal (bạn gái Jepoy) / Lily Cruz "giả"
- Christian Vasquez vai  Atty. Dante Cruz (bố Lilly, chồng Camia) / Damian Cruz (chú Lilly) / Jaguar "thật"
- Miko Raval vai  Marlon Cabrera (seasons 2–3, supporting; season 4, main)
- Zsa Zsa Padilla[a] vai Helena Montoya / Red Dragon

### Vai phụ
- Malou de Guzman as Lorena "Loring" Cervante
- Bodjie Pascua as Leopando "Pandoy" Cervantes
- Isay Alvarez-Seña as Clarita "Claire" De Guzman
- Ana Abad Santos as Carlotta Navarro
- Chinggoy Alonzo as Pablo Alcantara
- Jett Pangan as William Alvarez
- Arnold Reyes as Arthur Vergara
- Shiela Valderrama as Atty. Georgina Fisher
- Richard Quan as Col. Jose Sanggano
- Bobby Andrews as Mateo Ruiz
- Alma Concepcion as Divine Oytengco
- Maika Rivera as Stefanie Oytengco
- Mark Rafael Bringas as John Gonzalez
- Biboy Ramirez as Jude Asuncion
- Nina Ricci Alagao as Mercedes Palacio
- Jun Urbano as Ramon Lim (North)
- Bernard Laxa as Silverio Victoria (East)
- Bong Regala as Carlos Isidro (West)
- Matthew Mendoza as Oscar Evangelista (South)
- Dawn Chang as Maila Lomeda / Ms. Moran
- Jeffrey Santos as Col. Magbanua
- Jong Cuenco as Judge Manuel Lustre
- Michael Flores as Agent Noel Salonga

### Recurring
- Raul Montessa as Fernan Naig
- Vivo Ouano as Raul's ally (seasons 2–4)
- June Macasaet as Raul's ally (seasons 2–4)
- Prince De Guzman as Raul's ally (seasons 2–4)
- Angelo Ilagan as Raul's ally (seasons 2–4)
- Menggie Cobarubias as Atty. Sebastian (season 3)
- Justin Cuyugan as Mr. Paterno (seasons 3–4)
- Alex Castro as Rufo Cruz (season 3)
- Carlos Morales as Romulo
- Zeus Collins as Damian's ally (seasons 3–4)
- Luis Hontiveros as Damian's ally (seasons 3–4)
- Lito Pimentel as Cong. Ruel Cansiao (season 3)
- Richard Lopez (season 3)
- Alvin Nakassi (season 3)
- Vanessa Wright (season 3)
- Kris Janson (season 3)
- Epi Quizon as Stefano dela Torre (season 4)
- Jojo Riguerra (season 1–4)

### Guest cast
- Johnny Revilla (season 1)
- Precious Lara Quigaman as Rosario (season 1)
- Carla Martinez as Hon. Alice Rivera (season 1)
- Uncredited as Maria (season 1)
- Rodolfo Madrigal Jr. as Portunato "Pot" David (season 2)
- Anthony Taberna as Himself (season 2)
- Dolores Bunoan as Belen (season 2)
- Rolly Innocencio as Witness (season 2)
- Juan Rodrigo as Ramon Montoya (season 3)
- Victor Silayan as Enrique (season 3)
- Christopher Roxas as Apollo (season 3)
- Matrica Mae Centino as Montona (season 3)
- Allan Paule as Ben (season 4)
- Gio Alvarez as Ronald (season 4)
- Tess Antonio as Edna (season 4)
- Gerald Pizarrras as Efren (season 4)

### Special guest stars
- Priscilla Meirelles as Prianka Patil-Aguas (mẹ nuôi Lilly đến trưởng thành) (season 1)
- Pinky Amador as Esmeralda De Guzman-Ardiente (season 1)
- Xyriel Manabat as Young Lily /Ivy P. Aguas (season 1)
- Ejay Falcon (season 1) and Patrick Garcia (season 3)[b] as Young Julio Ardiente (seasons 1, 3)
- Jesse James Ongteco as Young Diego Torillo (season 1)
- Izzy Canillo as Young Arnaldo Ardiente Torillo (season 1)
- Azi Villanueva as Young Diego Torillo (season 1)
- Kyline Alcantara and Jennica Garcia as Young Emilia Ardiente (season 2)
- Joseph Andre Garcia as Young Raul Torillo (season 2)
- Mutya Orquia as Young Rosana "Ana" Navarro (season 2)
- Ellen Adarna as Young Esmeralda De Guzman-Ardiente (season 2)
- Emmanuelle Vera as Young Helena Montoya (season 2) / Red Dragon (season 3)
- Karylle as Venus (season 4)

## Công chiếu quốc tế
- Việt Nam  HTV2